# Тайрон (Нью-Мексико)
Тайрон (англ. Tyrone) — переписна місцевість (CDP) в США, в окрузі Грант штату Нью-Мексико. Населення — 712 особи (2020).

## Географія
Тайрон розташований за координатами 32°42′36″ пн. ш. 108°18′10″ зх. д. / 32.71000° пн. ш. 108.30278° зх. д. (32.709936, -108.302735).  За даними Бюро перепису населення США в 2010 році переписна місцевість мала площу 0,87 км², уся площа — суходіл.

## Демографія
Згідно з переписом 2010 року, у переписній місцевості мешкало 637 осіб у 272 домогосподарствах у складі 177 родин. Густота населення становила 733 особи/км².  Було 311 помешкання (358/км²).
Расовий склад населення:
| - 95,0 % — білих - 0,6 % — чорних або афроамериканців - 0,5 % — азіатів - 0,3 % — корінних американців - 1,1 % — осіб інших рас |

До двох чи більше рас належало 2,5 %. Частка іспаномовних становила 43,5 % від усіх жителів.
За віковим діапазоном населення розподілялося таким чином: 27,9 % — особи молодші 18 років, 53,1 % — особи у віці 18—64 років, 19,0 % — особи у віці 65 років та старші. Медіана віку мешканця становила 37,8 року. На 100 осіб жіночої статі у переписній місцевості припадало 91,3 чоловіків;  на 100 жінок у віці від 18 років та старших — 85,1 чоловіків також старших 18 років.
Середній дохід на одне домашнє господарство  становив 41 132 долари США (медіана — 41 131), а середній дохід на одну сім'ю — 45 072 долари (медіана — 50 923). Медіана доходів становила 53 438 доларів для чоловіків та 26 652 долари для жінок. За межею бідності перебувало 16,3 % осіб, у тому числі 39,0 % дітей у віці до 18 років та 0,0 % осіб у віці 65 років та старших.
Цивільне працевлаштоване населення становило 288 осіб. Основні галузі зайнятості: сільське господарство, лісництво, риболовля — 26,7 %, публічна адміністрація — 19,8 %, освіта, охорона здоров'я та соціальна допомога — 19,8 %.